# Невідомий (фільм, 1915)
Невідомий (англ. The Unknown) — американська пригодницька драма режисера Джорджа Мелфорда 1915 року.

## Сюжет
Молодий чоловік приєднується до французького Іноземного Легіону і відправляється в Алжир, де він стає мішенню для ненависті свого командира. Однак командир змінює свою думку, коли він розуміє, ким є молодий чоловік.

## У ролях
- Лу Телеген — Річард Фарквхар
- Теодор Робертс — капітан Дестінн
- Дороті Девенпорт — Ненсі Престон
- Гел Клементс — капітан Арнауд
- Том Форман
- Реймонд Гаттон
- Хорас Карпентер
- Джордж Гебхардт
- Люсьєн Літтлфілд